# Materia prima

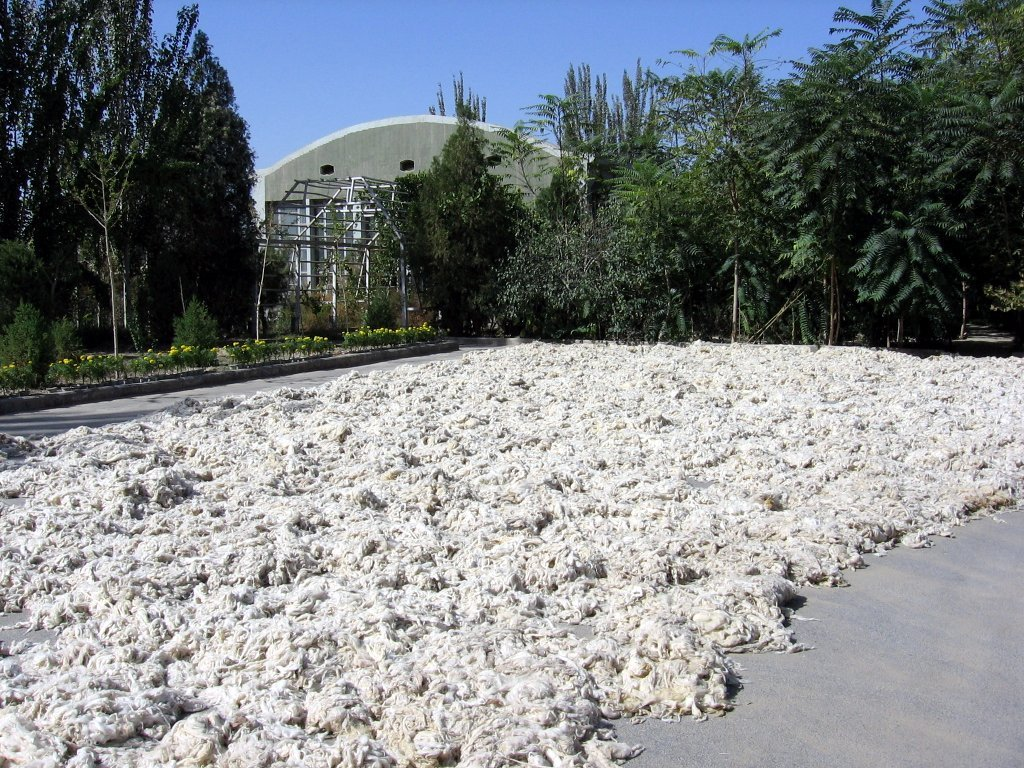
Lana en una fábrica de alfombras

Se conoce como materia prima a la materia extraída de la naturaleza y que se utiliza o se transforma para elaborar otros materiales que más tarde se convierten en bienes de consumo.

## Tipos de materia prima
- De origen vegetal: lino, algodón, madera, látex, foque, celulosa, cereales, frutas , verduras, semillas, trigo, maíz, avena, aceite, cacao
- De origen animal: pieles, lana, cuero, seda, leche, carne.
- De origen mineral: hierro, oro, cobre, diamante, plata, uranio.
- De origen fósil: gas natural, petróleo, carbón, gas licuado del petróleo.

Las actividades relacionadas con la extracción de productos de origen animal, vegetal y mineral se les llama materias primas en crudo. En el sector primario se agrupan la agricultura, la ganadería, la explotación forestal, la pesca y la minería, así como todas las actividades dónde se aprovechan los recursos sin modificarlos, es decir, tal como se extraen de la naturaleza.
Las materias primas sirven para fabricar o producir un producto, siendo necesario, por lo general que sean refinadas para poder ser usadas en el proceso de elaboración de un producto. Por ejemplo, la magnetita, o la pirita serían una materia prima en crudo, y el hierro refinado y el acero serían materias primas refinadas, o elaboradas.

### Materias primas renovables o superabundantes

Abundancia (fracción de átomos) de los elementos químicos en la corteza continental superior de la Tierra en función del número atómico. Los elementos más raros en la corteza (mostrados en color amarillo) no son los más pesados, sino los elementos siderófilos (afines al hierro) según la clasificación de elementos de Goldschmidt. Estos han disminuido al reubicarse en las profundidades en el núcleo de la Tierra. La abundancia de materiales de meteoroides es más elevada en términos relativos. En forma adicional, el teluro y el selenio han sido consumidos en la corteza a causa de la formación de hidruros volátiles.

De los cuatro grupos de materias primas en crudo, tres son renovables, por ejemplo; el grupo vegetal, el animal y el líquido y gaseoso, al "volver" al lugar de partida por sí solos, cerrando el ciclo, puede fabricar o producir un producto necesario.
Las materias primas minerales consideradas superabundantes, las abundancia de los elementos químicos en la superficie terrestre son: oxígeno, silicio (SiO2-60 %), aluminio, hierro, calcio, magnesio (MgO-3,1 %), sodio, potasio, y agua, dióxido de carbono, titanio,(TiO2-0,7) y (fósforo, P2O5-0,2 %) (de la capa superficial, principalmente ya en las plantas, pues es limitante para su crecimiento, junto con el agua, el sol y la temperatura). 
- Materias primas vegetales (de tierra y de agua)
- Materias primas animales (bacterias, de tierra, de agua y de aire)
- Principales componentes de la corteza terrestre
- Componentes de la atmósfera
- Componentes de los océanos
- Fuentes de energía renovables
- Fuentes de energía superabundantes (que duran más de 1000 años con tasas de consumo elevadas)

## Clasificación de materias primas estructurales
Distinguiendo entre "materia prima" para un proceso de fabricación (esta clasificación), y una materia prima en crudo que necesita ser previamente procesado/elaborado/refinado para poder ser usado en un proceso de fabricación. (Los fluidos, energía y vectores de esta quedan excluidos de esta clasificación), esta es exclusivamente para las materias primas de aplicación directa a la producción (refinadas o no), y que formarán parte del producto final (formarán parte, estarán incorporados al producto final, esto es, excluyendo los consumibles).

### Materias primas utilizadas en su estado natural
Materias primas estructurales listas para su uso o "materias primas estructurales industriales" (sin necesidad de ser refinadas, procesadas o válidas en crudo para ser trabajadas)
- Madera
- Piedra natural
- Arena
- Cobre

### Materias primas compuestas
- Fibras.
- Aglomerado de partículas.
- Aglomerado por capas.

### Metales
Los mercados más activos y antiguos de metales como materias primas son los de Londres (LME), Chicago (CBOT/CME) y Nueva York (NYMEX, perteneciente al mismo grupo que CME).

#### Metales ferrosos
- Acero
  - Acero para construcción
  - Acero cementado
  - Acero nitrado
  - Acero templado
  - Acero para muelles
  - Acero mecanizable
  - Aceros especiales

- Acero para exigencias térmicas y de corrosión
  - Acero resistente a altas temperaturas
  - Acero resistente al encendido
  - Acero resistente al H2 a elevada presión
  - Aceros resistentes a compuestos químicos

- Acero para herramientas
  - Acero para trabajo en frío
  - Acero para trabajo en caliente
  - Aceros rápidos

- Hierro fundido
  - Fundición gris
  - Fundición de acero
  - Fundición maleable
  - Fundición blanca
  - Fundición nodular

- Chatarra ferrosa (cotiza en CME Group).

#### Metales no ferrosos
- Metales ligeros
  - Aluminio y aleaciones
  - Magnesio y aleaciones
  - Titanio y aleaciones

- Metales pesados
  - Cobre y aleaciones
  - Níquel, Cobalto y aleaciones
  - Molibdeno y aleaciones
  - Zinc y cadmio y aleaciones
  - Estaño y aleaciones
  - Wolframio y aleaciones
  - Uranio
  - Metales nobles

#### Metales preciosos
- Oro
- Plata
- Platino
- Paladio

#### Tierras raras
Este tipo de metales es bastante escaso y se presenta en forma de óxidos. Entre los más demandados por sus aplicaciones se encuentran:
- Lantano
- Disprosio
- Cerio
- Neodimio
- Itrio
- Terbio
- Europio
- Gadolinio
- Praseodimio

Según la UE la totalidad de los lantánidos (15) son elementos presentes en el listado de Materias primas críticas de forma recurrente por su escasez en relación con la demanda. Destacan en general por sus propiedades magnéticas y espectrales y tienen un uso destacado en catalizadores. El crecimiento de su demanda se disparó en la década de 1990 y únicamente ha descendido, por periodos breves durante las crisis financieras.

### Materiales inorgánicos
- Cerámicas
- Cristal o aluminio
- Semiconductores

### Polímeros
- Termoestables
- Termoplásticos
- Elastómeros

## Materias primas consumibles
Son aquellas necesarias para el proceso de elaboración de un producto sin llegar a formar parte del producto, esto es, que luego quedan excluidas de la composición de este.
- Energía
  - Agotables (muy escasas (petróleo, gas), escasas (antracita-carbón de calidad, uranio), medias (lignito-carbón de muy baja calidad, poco transportable por ser mayor el coste energético que lo contenido en el lignito), abundantes (uranio con sistemas de recuperación de combustible-aceleradores rápidos y de plutonio, hasta 1000 años al ritmo actual), muy abundantes (energía de fusión).
  - Renovables (hidráulica (sedimentación, cambio del hábitat de los ríos), eólica (posible leve cambio patrones del clima), solar (competencia con las plantas, según el caso, mayor absorción de energía solar-albedo), mareomotriz (tanto olas como mareas, posible leve freno de mareas-giro terrestre), geotérmica (leve enfriamiento más rápido del núcleo, leve peligro de terremotos, según el caso), biomasa (competencia con las tierras de cultivo, con la generación de materia orgánica-regeneración de la tierra fértil).
- Agua
- Aire
- Tierra
- Arena

## Materias primas en la construcción
- Empleadas en el hormigón: agua, arena
- Empleadas en morteros: madera, cemento, cal, agua.
- Empleadas en materiales cerámicos: arcilla
- Empleadas en vidrios: arena de sílice
- Empleadas en papel: madera

## Materias primas influyentes en la vida cotidiana
Algunas materias forman parte de la vida cotidiana tales como:
Petróleo: Se emplea para la fabricación de aceites, para la fabricación de plásticos, para la fabricación de combustible para aviones y automóviles comúnmente.
Madera: Se emplea para las Construcciones, también se utiliza para fabricación de artesanías e inmuebles.
Cuero: Se emplea para la fabricación de materiales como ropas, inmuebles y entre otras cosas.
Agua : El agua es una de las materias primas más usadas ya que se utiliza para uso domésticos. El agua se emplea para los cultivos y su riega también se utiliza para generar energía.